# Hoya fischeriana
Hoya fischeriana är en oleanderväxtart som beskrevs av Otto Warburg. Hoya fischeriana ingår i släktet Hoya och familjen oleanderväxter. Inga underarter finns listade i Catalogue of Life.